# エディー・フィッシャー (ドラマー)
エディ・フィッシャー（Eddie Fisher、本名：エディ・レイ・フィッシャー〈Eddie Ray Fisher〉、1973年12月17日 - ）は、アメリカのミュージシャン、作詞家。ワンリパブリックのドラマー。カリフォルニア州ミッションビエホ出身、コロラド州デンヴァー在住。
中学1年生のころにアリゾナ州のテンペスタジアムでU2のコンサートを見てからドラムに興味を持ち始める。2005年にワンリパブリックに加入。
ワンリパブリックのデビューアルバム『ドリーミング・アウト・ラウド』の「セイ（オール・アイ・ニード）」、「ストップ・アンド・ステア」、「サムワン・トゥー・セイヴ・ユー」、「ウォント・ストップ」、「オール・フォール・ダウン」、セカンドアルバム『ウェイキング・アップ』の「グッド・ライフ」では作詞を担当した。
ワンリパブリック以外では、アメリカのロックバンド「ザ・バイオレット・バーニング」、ケリー・クラークソンの楽曲「セイヴ・ユー」、「イフ・アイ・キャント・ハヴ・ユー」、ジェイムス・モリソンの「プリーズ・ドント・ストップ・ザ・レイン」にドラマーとして参加した。